# Vandasjön
För andra betydelser, se Vanda (olika betydelser).

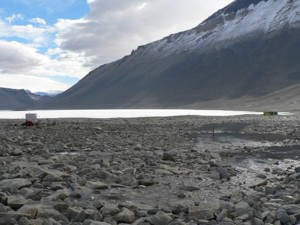
Den istäckta Vandasjön med Onyxfloden i bildens förgrund.

Vandasjön (på engelska Lake Vanda) är en insjö i Wright Valley bland McMurdo-dalarna i Victoria Land i Ross Dependency på Antarktis. Onyxfloden (på engelska Onyx River) som är Antarktis största flod och som endast är vattenförande under sommarmånaderna, flyter in i sjön från väst. Sjön saknar utlopp. Det finns ingen fisk vare sig i Vandasjön eller i Onyxfloden. De enda livsformerna är mikroorganismer.

## Beskrivning
Sjön är 5,6 km lång, 1,5 km bred och har ett maximalt djup av ca 70 m i dess västra del.
Vandasjön är extremt salt.
På botten av sjön har salthalter mer än tio gånger högre än hos havsvatten uppmätts.
Den är en av många salta insjöar i de isfria dalarna i Transantarktiska bergen.
Nederbörden är högst 50 mm/år vid Vandasjön.
Sjön belagd med is vars tjocklek ligger kring 3,5–4 meter året runt.
Vandasjön är en meromiktisk sjö som är uppdelad i två lager.
Det övre lagret är ca. 55 m djupt och består av relativt sött vatten.
Det undre lagret består av varmt och mycket salt vatten, cirka 3–10 gånger saltare än havsvatten.
Temperaturen på botten av sjön är 19–25 grader.
Den höga temperaturen är inte relaterad till geotermisk energi utan beror troligen på ackumulerad energi från solstrålning.

## Till- och frånflöden
Vandasjön bildas av smältvatten som rinner ner från Wright Lower Glacier och andra mindre glaciärer i de östra delarna av Wright Valley.
Smältvatten bildas huvudsakligen under de varma månaderna, vanligtvis under cirka sex veckor från slutet av december till mitten av februari. 
Vid Wright Lower Glacier bildas Brownworthsjön, Lake Brownworth. Därefter vidtar Onyxfloden, som rinner genom Wright Valley till den lilla Bullsjön, Lake Bull, som ligger alldeles intill Vandasjön.
Brownworthsjön, Onyxfloden och Bullsjön existerar endast under tiden smältvatten bildas och är annars uttorkade.
När vattnet rinner in i Vandasjön ökar vattennivån.
Detta gör att isen flyter upp och det bildas en "vallgrav" med öppet vatten kring sjön, liksom ett isfritt delta där Onyxfloden rinner in.
Vallgraven bildas även av att marken värms upp av solstrålning som smälter isen.
Sublimering året runt svarar för att vatten försvinner från sjön.

## Övrigt
Det finns en meteorologisk station vid mynningen av Onyxfloden.
Department of Scientific and Industrial Research (DSIR) från Nya Zeeland drev Vanda Station vid sjöns strand från 1968 till 1995.
Transporter skedde via Scott Base på Ross Island.
Vanda Station bemannades första gången av ett femmannateam januari-oktober 1969.
Stationen stängdes 1995 av miljöhänsyn.
Olika aktiviteter vid stationen, exempelvis grävarbeten, rivning av byggnader, fordonstrafik, sophantering och oavsiktliga utsläpp, ledde till att man ville ta bort stationen.
Efter att stationen togs bort undersöktes sjön under många år för att säkerställa att sjön inte förorenats av slaskvatten eller annat avfall.
Vanda Station var bl.a. känd för The (Royal) Lake Vanda Swim Club, vilken många dignitärer och politiker tillhörde. Stationens besökare kunde doppa sig i sjön, som vid vattenytan har en temperatur på runt noll grader.

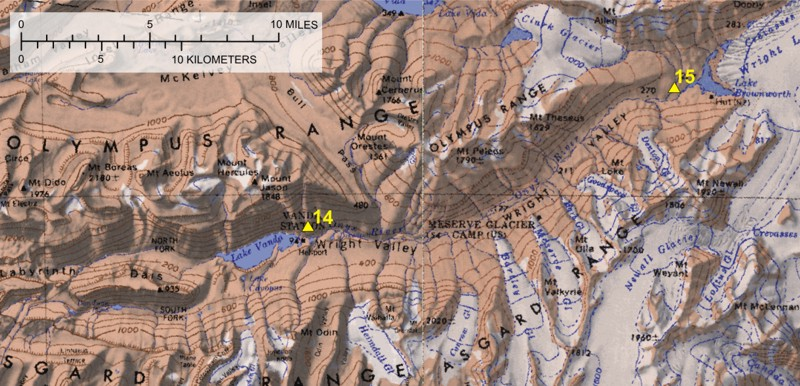
Karta över Wright Valley med Onyxfloden och Vandasjön.